# Savez za esperanto Bosne i Hercegovine
Savez za esperanto Bosne i Hercegovine (esperanto: La Esperanto-Ligo de Bosnio kaj Hercegovino) bosanskohercegovačka je organizacija čiji je cilj širenje jezika esperanto u Bosni i Hercegovini.

## Povijest
Prvi poznati esperantist u Bosni i Hercegovini bio je Dragoš Slavić. On je 1908. godine u Trgovačko-zanatskom kalendaru objavio pravila esperanta. Dvije godine kasnije u Sarajevu je osnovana Bosanska zvijezda (esperanto: La Stelo Bosnia) te je izišao prvi turistički vodič na esperantu. Pokret za esperanto u Bosni i Hercegovini održao se i u Međuratnom razdoblju, kada je na područje bivše Jugoslavije bilo oko 10.000 esperantista. Godine 1943. u Livnu je održan sastanak esperantista, od kojih je najpoznatiji bio Ivo Lola Ribar.
Godine 1949. stvoren je Savez esperantista Bosne i Hercegovine. Interes za esperanto u Bosni i Hercegovini ponovo raste. Sarajevo je 1955. godine bio domaćin Kongresa jugoslavenskih esperantista, a 1973. godine domaćin kongresa Omladinskog svjetskog esperantskog kongresa. Godine 1974. Savez esperantista Bosne i Hercegovine pretvoren je u Savez za esperanto Bosne i Hercegovine što je pratilo i stvaranje Saveza za esperanto omladine i njenim kolektivnim članstvom u Savez socijalističke omladine. To je razdoblje najvećeg širenja esperanta u Bosni i Hercegovini. Svake godine organizirani su susreti za Međunarodni praznik rada na kojima je sudjelovao do 800 sudionika ljetne škole na kojima je obrazovan kadar za vođenje kursova te su organizirani festivali i natjecanja. U ovom razdoblju djelovale su esperanto organizacije u 40 mjesta širom Bosne i Hercegovine. Tijekom 1980-ih održana su dva znanstvena simpozija: Jezik i rasizam te Jezik i međunarodno komuniciranje. Godine 1990. Sarajevo je bio domaćin Kongresa slijepih esperantista.
Nakon nezavisnosti Bosne i Hercegovine 1992. godine, dolazi do velike krize esperantskog pokreta u Bosni i Hercegovini. Iste godine dolazi do osamostaljenja Saveza za esperanto Bosne i Hercegovine te je prihvaćeno njeno članstvo u Svjetski savez za esperanto. Tijekom rata veliki je broj članova napustio Bosnu i Hercegovini ili izgubilo život te je došlo do prekida veza između organizacija u različitim mjestima. Unatoč tom, na državnoj radiostanici svakog je tjedna emitirana radioemisija na esperantu čija je namjena bila širenje istine o događajima u Bosni i Hercegovini. Tekstovi koji su emitirani u toj radioemisiji sakupljeni su u knjizi: Spite al cio Bosnio. Savez za esperanto Bosne i Hercegovine ostao je bez svojih prostorija te dijela arhive, no spašen je dio naslova.
Završetkom rata aktivnosti ove organizacije okrenute su prema vođenju kursova, izdavačkoj i humanitarnoj djelatnosti te međunarodnoj suradnji. Godine 1997.  počinje izlaziti časopis Bosnia Lilio te je iste godine stvorena humanitarna organizacija Espero, a tri godine kasnije dolazi do obnavljanja Saveza esperanto omladine Bosne i Hercegovine.

## Vanjske poveznice
- Službena web-stranica